# Mellandagsrea
Mellandagsrea är den årliga realisation som pågår i handeln i mellandagarna. Trots namnet har det med tiden blivit vanligt att mellandagsrean inleds redan på juldagen eller annandag jul och avslutas i januari, något som varje enskild butik eller butikskedja beslutar om.
Denna tradition har även skapat ett genombrott för julhandeln på nätet. Det är främst kläder och hemelektronik som ökar sina marknadsandelar under denna tidsperiod på året.
Under mellandagsrean 2023 uppmärksammades att Netonnet hade samma reapris som överstruket pris på flera varor, vilket skapade förvirring bland kunder. Det visade sig vara en konsekvens av att prisinformationslagen uppdaterades i Sverige 2022. Enligt den är butiker som har sänkt pris i allmänhet skyldiga att även deklarera varans lägsta pris de senaste 30 dagarna. Netonnet hade samma pris på varorna under Black Friday som under mellandagsrean, men däremellan högre pris. Andra stora elektronikkedjor följde också lagen men valde att redovisa priserna på ett annat sätt.